# NGC 1189
NGC 1189 ist eine Balken-Spiralgalaxie vom Hubble-Typ SB(s)dm im Sternbild Eridanus am Südsternhimmel. Sie ist schätzungsweise 111 Millionen Lichtjahre von der Milchstraße entfernt und hat einen Durchmesser von etwa 55.000 Lj. Gemeinsam mit NGC 1190, NGC 1191, NGC 1192 und NGC 1199 bildet sie die kompakte Galaxiengruppe HCG 22.
Das Objekt wurde am 2. Dezember 1885 vom US-amerikanischen Astronomen Francis Preserved Leavenworth mit einem 66-cm-Teleskop-entdeckt.

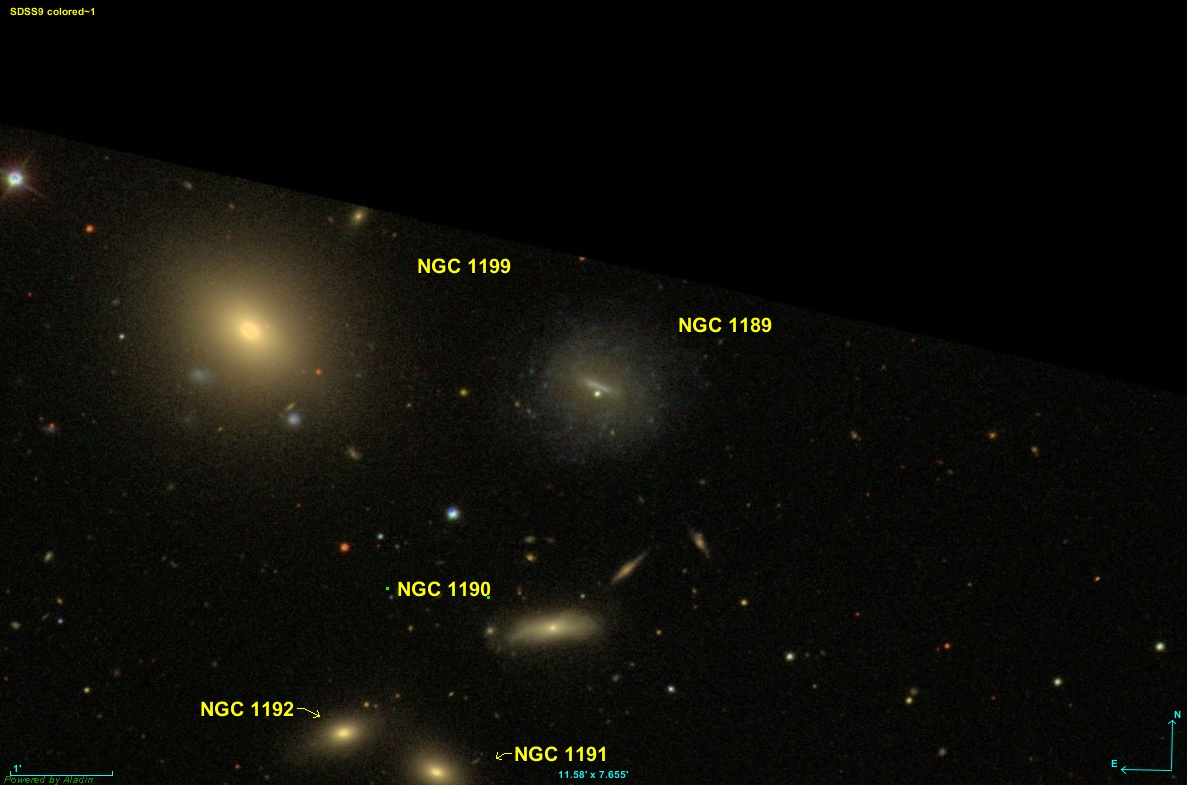
Mitglieder von HCG 22